# 123 (getal)
123 is het natuurlijke getal volgend op 122 en voorafgaand aan 124.

## In de wiskunde
123 is een Lucasgetal en het 11de getal uit de rij van Mian-Chowla.

## Overig
Honderddrieëntwintig is ook:
- Het jaar A.D. 123
- Het jaar 123 v.Chr.
- Het noodnummer in Colombia
- Het medisch noodnummer in Egypte
- Een waarde uit de E-reeks E192
- Het E-nummer E123 is de kleurstof amarant